# Zaburzenia urojeniowe
Zaburzenia urojeniowe (dawniej paranoja prawdziwa, obłęd, z grec. ἡ παράνοια „szaleństwo”, obłęd, παρά „obok, poza” i νοῦς „rozum, sens”) – rzadkie zaburzenie psychiczne z grupy psychoz, w przebiegu którego chory doświadcza urojeń, bez współwystępujących  poważnych zaburzeń myślenia, nastroju, omamów bądź wyraźnego spłycenia afektu. Struktura osobowości osoby dotkniętej tym zaburzeniem pozostaje zachowana. Urojenia mogą być usystematyzowane, możliwe do zaistnienia (np. dotyczące bycia napadniętym, zdrady partnera) bądź irracjonalne. Pomimo występowania urojenia bądź urojeń, ludzie dotknięci zaburzeniem urojeniowym nadal mogą angażować się towarzysko i prawidłowo funkcjonować, a ich zachowanie wcale nie musi odbiegać od normy. Jednakże zmaganie się z pomysłami podsuwanymi przez urojenia może mieć także negatywny wpływ na każdy aspekt ich życia.
Do postawienia diagnozy konieczne jest, by omamy słuchowe i wzrokowe nie były zbyt nasilone, jednak omamy węchowe i dotykowe powiązane tematycznie z urojeniem mogą być obecne. Urojenia nie mogą być wywołane przez narkotyki, leki bądź chorobę ogólnoustrojową, a ponadto zaburzenie urojeniowe nie może być zdiagnozowane u osoby, u której uprzednio prawidłowo zdiagnozowano schizofrenię. Urojenia mogą wystąpić także w przebiegu wielu innych chorób psychicznych, zwłaszcza w innych zespołach psychotycznych. Osoba z zaburzeniami urojeniowymi może być wysoko funkcjonująca w codziennym życiu.
Zarówno twórcy DSM-V jak i psycholodzy są zgodni co do tego, że osobiste przekonania powinny być poddawane ocenie z wielkim szacunkiem dla kulturowych i religijnych odmienności, ponieważ wierzenia szeroko akceptowane przez niektóre kultury mogą być uznane za urojenia przez inne społeczności.
Zarówno w klasyfikacji ICD-10 jak i DSM-V odchodzi się od stosowania określenia „zespół paranoiczny” na zaburzenia urojeniowe (w obecnej klasyfikacji ICD-10 są one określane jako uporczywe zaburzenia urojeniowe). Według najnowszej nomenklatury słowo „paranoja” odnosi się wyłącznie do zaburzeń o charakterze przekonań i urojeń prześladowczych. Z tego też powodu przymiotnik „paranoiczny” powinien być stosowany tylko do opisu usystematyzowanych, możliwych do zaistnienia urojeń prześladowczych, a „paranoidalny” – do opisu irracjonalnych urojeń prześladowczych (np. jako elementu schizofrenii paranoidalnej).

## Klasyfikacja
Czasem na podstawie tematu urojeń u pacjenta można postawić diagnozę specyficznego typu zaburzenia urojeniowego. DSM wymienia 7 typów urojeń:
- Urojenia erotyczne (erotomania) – urojenie, że inna osoba, najczęściej o wysokim statusie społecznym, jest zakochana w osobie dotkniętej urojeniem. Chory może nawet złamać prawo, byle tylko móc skontaktować się z upragnioną osobą.
- Urojenia wielkościowe (megalomania) – urojenie bycia kimś niezwykle ważnym, potężnym, nieprzeciętnie inteligentnym, poczucie bycia sławnym i znanym przez wszystkich.
- Urojenia zazdrości – rojenie, że partner seksualny chorego jest niewierny, pomimo że to nieprawda. Pacjent może podążać za partnerem, sprawdzać jego wiadomości, e-maile, połączenia telefonicznie, itp. próbując znaleźć dowód zdrady.
- Urojenia prześladowcze – wiara w to, że osoba chora (bądź ktoś z jej bliskiego otoczenia) jest w taki czy inny sposób prześladowana. Pacjent wierzy, że został otruty, jest śledzony, doznał obrażeń ciała, jest nękany itp. Może szukać "sprawiedliwości" zgłaszając sprawy do sądu, zabezpieczać się przed "prześladowcami" bądź nawet zachowywać się w stosunku do podejrzewanych osób agresywnie.
- Urojenia zaburzeń somatycznych – urojenia, że osoba cierpi na jakąś chorobę bądź ma znaczny defekt fizyczny.
- Urojenia mieszanego typu – urojenia łączące w sobie opisy kilku z powyższych typów urojeń, lecz żaden z nich nie jest dominujący.
- Urojenia innego typu – których nie da się przyporządkować do żadnej z powyższych kategorii[10].

## Objawy
Poniższe symptomy mogą wskazywać na obecność zaburzeń urojeniowych u chorego:
1. Pacjent wykazuje niezachwianą wiarę bądź przekonanie w pewną ideę, pomimo że przedstawiane mu dowody jasno pokazują, że nie ma racji.
2. Ta idea ma nadmierny wpływ na życie pacjenta i z powodu jej niewytłumaczalnej wagi zaburza jego codzienne funkcjonowanie.
3. Pomimo głębokiego przekonania chorego, że ma rację, często pacjent zapytany o swoje przekonania staje się podejrzliwy i niechętny do dzielenia się swoimi przemyśleniami.
4. Osoba taka często jest pozbawiona poczucia humoru i jest przewrażliwiona, zwłaszcza gdy mowa jest o jej wierzeniu.
5. Nieważne, jak bardzo nieprawdopodobne jest to, czego według pacjenta on sam doświadcza. Chory niczego nie kwestionuje.
6. Próba podważenia przekonania pacjenta może skutkować nieproporcjonalnie silną reakcją emocjonalną, często połączoną z nadmierną irytacją, a nawet agresją. Pacjent nie akceptuje innych opinii.
7. Idea z reguły nie pasuje do środowiska społecznego, kulturowego i religijnego pacjenta.
8. Pacjent poświęca swojemu przekonaniu zbyt wiele czasu i emocji, co przytłacza wszystkie inne elementy jego osobowości.
9. Urojenia, gdy pacjent działa zgodnie z nimi, często prowadzą do nienormalnych bądź nietypowych dla pacjenta zachowań, ale są zgodne z jego urojonymi przekonaniami.
10. Osoby, które znają chorego, twierdzą, że jego wierzenia i zachowanie są dziwne i niespotykane.

Dla zaburzeń urojeniowych dodatkowo jest charakterystyczne:
1. Jest to główne zaburzenie dotykające pacjenta.
2. Zaburzenie jest stabilne i charakteryzuje się występowaniem urojeń, których pacjent jest uczepiony z nieprawdopodobnym uporem.
3. Choroba jest przewlekła i zwykle trwa do końca życia.
4. Urojenia mają logiczną konstrukcję i są wewnętrznie spójne.
5. Urojenia nie są sprzeczne z zasadami logiki i na ogół pacjent nie wykazuje zaburzeń zachowania. Jeśli występują patologiczne zachowania, są bezpośrednio związane z urojeniowymi przekonaniami.
6. Pacjent wykazuje podwyższoną skłonność do wiązania wszystkiego ze swoją osobą. Wydarzenia, które dla innych pozbawione są znaczenia, dla chorego mają olbrzymią wagę i na ogół atmosfera podczas poruszania tematu urojeń jest napięta.

Należy jednak mieć na uwadze, że jeśli jakaś osoba, negując prawdę, doprowadzi do stanu, w którym ofiara ma wątpliwości co do własnej percepcji i nie jest pewna, czy jej myśli nie są urojeniami, mamy do czynienia z tzw. gaslightingiem.

## Występowanie
Zaburzenia urojeniowe są w medycynie rozpoznawane dość rzadko, jednak wielu autorów skłania się ku przypuszczeniu, że jest to stan patologiczny występujący znacznie częściej, niż wynika to z oficjalnych statystyk. Wynika to z tego, że w chorobie tej doznawane przez chorego urojenia są na tyle prawdopodobne, że otoczenie traktuje to raczej jako cechę charakteru, niż chorobę. Można pokusić się o stwierdzenie, że każdy zna jakąś osobę, która ma pewne poglądy nie oparte na żadnych przesłankach, które podzielałoby otoczenie i w tych poglądach jest niewzruszona. Choć wszyscy wokół uważają, że poglądy tej osoby są niezwykłe, to jednak wskutek częstego faktu, że człowiek ten właściwie wypełnia swoje role społeczne (pracownika, ojca/matki, kolegi itp.) urojenia paranoiczne nie są uważane przez innych za chorobowe.
Reakcja paranoiczna czasem dotyka osoby głuche i niedosłyszące (zaburzenia homilopatyczne), u których zaburzenie powoduje zła komunikacja z innymi osobami, niepewność co do ich intencji. Reakcji sprzyjają także zaburzenia osobowości, sytuacja nagłego lub przewlekłego stresu psychologicznego, nadużywanie alkoholu, izolacja (np. więzienna, przez barierę językową, w trakcie samotnych, wielomiesięcznych wypraw).

## Różnicowanie
Schizofrenia – zespół, w którym urojenia nie tworzą spójnego systemu, często są to urojenia wpływu lub owładnięcia. Występują również halucynacje, zaburzenia jaźni i toku myślenia. Ponadto u pacjenta występują dodatkowo objawy negatywne takie jak deficyty myślenia, uczuć i motywacji, wahania nastroju i inne. Jednym z typowych objawów towarzyszących schizofrenii jest automatyzm psychiczny (Zespół Kandinskiego-Clérambaulta), który łączy cechy zaburzeń urojeniowych, przede wszystkim urojenia kierowania i owładnięcia, z automatyzmami psychicznymi takimi jak:
- automatyzm asocjacyjny, dotyczący toku i treści myślenia
- automatyzm kinestetyczny, dotyczącej sfery ruchowej pacjenta
- automatyzm cenestopatyczny, dotyczący poczucia oddziaływania na narządy wewnętrzne pacjenta.

Zaburzenia schizoafektywne – W epizodzie chorobowym jednocześnie występują zarówno objawy psychotyczne, jak i afektywne (o co najmniej umiarkowanym nasileniu).
Depresja psychotyczna (Epizody depresji z objawami psychotycznymi) – ciężki epizod depresji, przebiegający z silnie obniżonym, depresyjnym nastrojem, do którego dołączają urojenia i omamy (podobne do występujących w schizofrenii). Może wystąpić w przebiegu zarówno choroby afektywnej jednobiegunowej jak i dwubiegunowej.
Osobowość paranoiczna – zaburzenie osobowości, w którym występuje chłód emocjonalny, wycofywanie się z kontaktów z innymi, wrogość, nadmierna podejrzliwość, nadmierna wrażliwość na lekceważenie i krytykę, niezdolność do wybaczania urazy.
Parafrenia (zespół parafreniczny) – praktycznie już nieużywany termin definiowany jako zespół urojeniowy z urojeniami o strukturze pośredniej między zaburzeniami urojeniowymi a schizofrenią paranoidalną, przy względnie zintegrowanej osobowości lub jako kategorię zbliżoną do schizofrenii o bardzo późnym początku.